# Цутигумо
Цутигу́мо (яп. 土蜘蛛) — дословно переводится как «земляной паук»; исторический термин, употребляемый в Японии для обозначения одного из коренных племён, а также название для вида паукоподобных чудовищ в японском фольклоре.

## Мифология
Для мифологического персонажа цутигумо используются и альтернативные названия: яцукахаги (八握脛, «схвативший восемью лапками») и огумо (大蜘蛛, «гигантский паук»). 
В Японии нет местных видов тарантулов, поэтому название для больших наземных видов — оцутигумо – появилось благодаря одноимённому мифическому существу и сходства во внешних чертах были случайными. Однако в более поздних итерациях мифа об этих существах есть упоминание о наличии туловища, как у тигра, что даёт основание полагать, что на описание цутигумо в некоторой степени повлияли изображения китайского паука-птицы, которого обычно называют «земляным тигром» из-за пушистого, полосатого тела и агрессивного поведения в естественной среде обитания. 

## Цутигумо вистории
Согласно исследователю эпохи Эдо Мотоори Норинага, в древней Японии слово «цутигумо» использовалось как термин, обозначающий коренных жителей островов, которые не проявляли преданность императору.
Всё ещё ведутся споры о том, кто появился первым: мифические паукообразные существа или же исторические племена. 
Одна из теорий базируется на знании, полученном из ранних исторических записей, что те, кто вёл военные действия против императорского двора, именовались им «о́ни», то есть «демонами», тем самым двор выказывал своё презрение и демонизировал врагов. Можно предположить, что цутигумо были существовавшим ранее и позабывшемся со временем мифом, который впоследствии выбрали термином для обозначения незначительной угрозы империи, после чего он стал популяризирован. 
По другой версии, слово «цутигумо» было образовано от более древнего термина «цутигомори» (土隠), который примерно переводится как «те, кто прячется в земле». Этот термин относился к распространённой среди многих земледельческих племён практике, предполагающей использование существующих пещерных систем и создание укреплённых полых земляных насыпей как для жилых, так и для военных целей. 
Это означает, что использование названия для непокорных племён началось как игра слов, а с течением времени перешло из исторического термина в разряд сказок, выросших вокруг расы разумных, иногда антропоморфных пауков, сначала как аллегория, затем — как миф.
В приведённых ниже примерах из древних исторических записей и описаний термин «цутигумо» используется по-разному: для описания известных, действующих поодиночке разбойников, мятежников или неуправляемых лидеров племён, а также для обозначения племён в целом. Часто подразумевается, что тот, о ком идёт речь, бросает вызов империи и действует скрытно. В некоторых случаях не совсем понятно, в каком контексте этот термин употребляется. 

## Цутигумо изКацураги
Из всех племён, называемых цутигумо, самые известные обитали в окрестностях горы Ямато Кацураги. По легенде, храм Кацураги Хитокотонуси (城一言主神社) был построен как напоминание о том, что в этих местах император Дзимму поймал цутигумо в ловушку и захоронил их части тела по отдельности, чтобы обида и злость убитых не причинили вред живым.
В исторической провинции Ямато уникальной физической характеристикой цутигумо было наличие хвоста. В «Нихон сёки» было написано, что основатели Ёсино-но футо (吉野首) были «со светящимися хвостами», а основатели Ёсино-но кудзу (国樔) «имели хвосты и сдвигали ими камни на своём пути» (磐石), таким образом, представляя коренное население Ямато существами, не являющимися людьми. Даже в «Кодзики» у них была общая черта с жителями Осака (忍坂) (город Сакураи в наши дни) в том смысле, что они были «цутигумо (土雲), у которых выросли хвосты».

Записи поколения Кэйко и других Первые упоминания о цутигумо мы находим в древнейших историко-мифологических памятниках «Кодзики» и «Нихон Сёки». Про них писали с начала правления императора Дзимму и до IV века н. э. Если цутигумо и не были предшественниками древних японцев на этих землях, то точно были их современниками. Причём ареал их расселения был широким: следы цутигумо находят и на Кюсю (в провинциях Бунго, Хюга и Хиго), и в южноцентральных (провинция Сэтцу), и в восточных (провинция Хитати), и в северо-восточных (провинция Муцу), и в западных (провинция Этиго) землях острова Хонсю. После IV века записи о них прекращаются: либо цутигумо вымерли, либо ассимилировались, либо были оттеснены на другие территории.
До сих пор достоверно не известно, кем являлись цутигумо. Возможно, они были полностью этнически самостоятельным племенем, или малайцами, или собирательным названием для различных мелких племён.
В «Описании обычаев земель провинции Хидзэн» (Хидзэн-но Куни Фудоки) написано, что, когда император Кэйко в 72 году нанёс имперский визит на остров Сики (Хирадо), его процессия натолкнулась на несколько островов посреди моря. Увидев дым, поднимающийся из глубин острова, император приказал исследовать местность и обнаружил два племени цутигумо: Омими (大耳) жили на меньшем острове, а Тарэмими — на большем. Когда оба племени схватили, чтобы убить, Омими и Тарэмими пали ниц, склонили свои головы к земле и умоляли: «Отныне мы будем делать подношения императору», — а потом подарили морепродукты и попросили прощения за непокорность.
Кроме того, в «Описании обычаев земель провинции Бунго» существует также история о цутигумо Ясомэ (土蜘蛛十女), которые готовились противостоять императорскому двору в горах, но потерпели сокрушительное поражение. Слово «Ясо» (八十), буквально «восемьдесят», является образным понятием, обозначающим множественность. Можно интерпретировать рассказ так: женщины из высшего общества выступили против императорского двора Ямато и встретили свой конец достойно, как героини, выбрав умереть вместе со своими мужьями. В другой версии легенды Ясо — женщина-вождь — была очень популярна среди народа; она отделила своих союзников от тех, кто сопротивлялся имперским силам. О местонахождении цутигумо Ясомэ сообщили императору, но её пощадили.
Согласно записям «Нихон Сёки», на 12-м году правления Кэйко (в хрониках — 82 год) император прибыл в город Хаями, в Окита (ныне префектура Оита) и услышал от правительницы той земли, Хаяцухимэ (津媛), что в большой пещере на горе Нэдзуми живут два цутигумо: Сиро и Ао. В Нэгино (禰疑野), Наоири, им сообщили о ещё трёх цутигумо, называемых Утидзару (打猿), Ята (八田) и Кунимаро (国摩侶, 国麻呂). У этих племён было много союзников, и они не стали бы подчиняться приказам императора.

## Цутигумо вмифологии
С течением времени цутигумо стали называть и вид чудовищ. 
Они представали в образе существ с лицами демонов, телами, как у тигра, конечностями пауков и в огромных одеждах. Все они жили в горах, связывали путников паутиной и съедали. 
В «Записках о цутигумо» (Цутигумо Соси», 土蜘蛛草紙), написанном в XIV веке, чудовищные цутигумо появились в столице. Командующий Минамото-но Ёримицу, живший в середине эпохи Хэйан, известный убийством Сютэн-додзи, по просьбе своего подданного Ватанабэ-но Цуна отправился в направлении поля Рэндай, в горы к северу от Киото, где они столкнулись с парящим черепом. Ёримицу и те, кто счёл это подозрительным, пошли за черепом и прибыли в старое поместье, где появились чудовища, которые издевались над ними. Когда наступил рассвет, в помещении появилась красивая женщина, которая собиралась обхитрить их, но Ёримицу, не поддаваясь обману, разрубил её своей катаной, и женщина исчезла, а на полу осталась только белая кровь. Идя по этому следу, они попали в пещеру в горных нишах, где был огромный паук, который являл собой воплощение всех появлявшихся ранее чудовищ. В конце долгого сражения Ёримицу отрезал пауку голову, а из его распоротого живота выпало 1990 голов съеденных им людей. С боков цутигумо разлетелось бесчисленное количество маленьких паучков. Следуя за ними, Ёримицу нашёл ещё около двадцати черепов. 
Существует популярная сцена из литературы, театра Кабуки и гравюры под названием «Земляной паук насылает морок на Райко (он же Минамото-но Ёримицу) и его четырёх богатырей». Когда во время экспедиции Ёримицу заболел из-за чар гигантского паука-оборотня и лежал в кровати, перед ним появился странный монах ростом 7 сяку (около 2,1 метра), наслал на Четырёх небесных охранителей, игравших в го, сон, достал верёвку и попытался связать Ёримицу. Ёримицу, несмотря на болезнь и слабость, разрубил монаха своим знаменитым мечом Хидзамару (膝丸), и тот исчез. На следующий день Ёримицу вместе с Четырьмя небесными охранителями пошли по кровавому следу, оставшемуся после уничтожения монаха, и прибыли к кургану за храмом Китано, где был большой паук шириной 4 сяку (около 1,2 метра). Ёримицу и его Хранители поймали паука, проткнули железным мечом и содрали с него шкуру в русле реки. Болезнь сразу же покинула Ёримицу, а меч, которым разрубили паука, с тех пор назывался Кумокири (蜘蛛切り, «режущий пауков»). Поговаривали, что тем цутигумо был онрё вышеупомянутого племени, побеждённого императором Дзимму.
В предшествующей описанным событиям истории рассказывалось, как отец Ёримицу, Минамото-но Мицунака, вступил в сговор с вышеупомянутым духом и местным племенем цутигумо и спланировал восстание против клана Фудзивара, но во время инцидента годов Анна (968–970) он предал цутигумо, чтобы защитить самого себя. В отместку за предательство его сын Ёримицу и Небесные охранители были прокляты они и чудовищами цутигумо.
В Кита-ку, Киото, есть Минамото Ёримицу Асон-но Цука (源頼光朝臣塚), обожествляющее Ёримицу, но говорят, что этот курган — гнездо, построенное цутигумо. Существует легенда, повествующая о лесорубе, который слёг с неизвестной загадочной болезнью и впоследствии умер, когда срубил дерево рядом с тем местом. Кроме того, в Итидзё-дори в Камидзё-ку тоже есть курган, якобы построенный цутигумо, где при раскопках были обнаружены фонари-пауки. Те, кто нашёл их, буквально сразу же стали приобретать огромные состояния. Они испугались, что это могло быть проклятие цутигумо, поэтому сейчас эти фонари-пауки отданы храму Токо-Каннон-дзи в Камигё-ку.
Существует похожий на цутигумо монстр, называемый умигумо (海蜘蛛). Изо рта они выпускают паутину и нападают на людей. Считается, что они живут вдоль побережья Кюсю.
Вероятно, персонаж данной легенды встречается в рассказе «Сигумо» Бориса Акунина в сборнике Нефритовые чётки.